# Ekonomia narkotyków i przestępczości
Ekonomia narkotyków i przestępczości – jedno z zagadnień ekonomii przestępczości i kar. Zajmuje się badaniem zależności pomiędzy przestępczością a narkotykami oraz szukaniem sposobów eliminacji przestępczości narkotykowej.

## Związek narkotyków i przestępczości
1. Narkotyki jako czynnik destrukcyjny dla osobowości. Udowodniono[kto udowodnił i na podstawie jakich badań?], że osoba pod wpływem narkotyków jest bardziej niestabilna emocjonalnie i nie odczuwa lęku przed łamaniem prawa[1]. Osoba uzależniona ma zaburzony system wartości, często nie realizuje swoich obowiązków prawnych, społecznych i moralnych. Konsekwencją tego jest większa skłonność do popełniania przestępstw[2].
2. Popełnianie przestępstw jako sposób na zdobycie środków na narkotyki. Należy wyróżnić tu dwie relacje. Po pierwsze, wynagrodzenie osiągnięte legalnie może być niewystarczające na kupno narkotyków. Po drugie, narkomani często ze względu na uzależnienie nie są zdolni do podjęcia zgodnej z prawem pracy[1].
3. Narkotyki jako źródło wysokich dochodów. Na rynku narkotykowym działają handlarze, którzy dla utrzymania swojej pozycji bądź zwiększenia dochodów ze sprzedaży narkotyków mogą dopuszczać się czynów przestępczych, przede wszystkim wobec innych handlarzy[1].

Relacja pomiędzy narkomanią a przestępczością zmienia się w zależności od rodzaju przyjmowanych narkotyków, a nawet sposobu ich zażywania. Czynniki te determinują stopień uzależnienia, a w konsekwencji wpływają na nielegalne zachowania.

## Metody walki z przestępczością narkotykową
W powiązaniach między narkomanią a przestępczością działa prawo popytu i podaży. Narkomania nie jest społecznie akceptowalna, dlatego państwa przyjmują strategię zmierzającą do ograniczenia ilości narkotyków na rynku. Ta polityka prowadzi do wzrostu cen tych środków, co z założenia ma ograniczyć popyt na nie. W doktrynie wskazuje się, że środkiem na zmniejszenie przestępczości narkotykowej jest ograniczenie potrzeby zażywania narkotyków.

### Przykładowe rodzaje metod walki z przestępczością narkotykową

#### Ograniczenie produkcji i zakaz importu narkotyków
Na przykładzie Stanów Zjednoczonych udowodniono, że polityka ograniczenia produkcji i zakazu importu narkotyków jest nieskuteczna. USA pierwsze kroki podjęło w latach 70. XX wieku w stosunku do tureckich producentów opium, które następnie zapełniało zapotrzebowanie amerykańskiego rynku narkotykowego na produkcję heroiny. Działania odniosły założony cel w Turcji. Natomiast nie rozwiązało to problemu ostatecznie, ponieważ produkcja przeniosła się do Meksyku. Wynika z tego, że produkcja narkotyków ma charakter elastyczny, tj. łatwo jest zmienić jej miejsce. Również eliminacja importu narkotyków jest nieskuteczna, ponieważ nie jest możliwe całkowitego zamknięcie granic między państwami dla handlarzy narkotyków. Małe ilości mogą być łatwo przewożone drogą powietrzną, a większe np. mogą być importowane na prywatne lotniska czy porty. Zatem nie są to skuteczne metody wpływu na zmniejszenie przestępczości związanej z narkomanią.

#### Zaostrzenie kar za spożywanie i handel narkotykami
Zaostrzenie kar to polityka państwa o charakterze represyjnym. W pierwszej kolejności wymierzona została przeciwko handlarzom narkotyków, dla których działalność ta stanie się mniej opłacalna, w związku z perspektywą grożącej kary. Celem tych działań jest ograniczenie podaży i popytu na narkotyki. W konsekwencji na rynku narkotykowym będzie mniejsza ilość narkotyków, dostępnych po wyższej cenie.
Wyniki badań pokazują, że polityka ta jest nieskuteczna w stosunku do osób „uzależnionych” (osoby fizycznie uzależnione od narkotyków). Pomimo wzrostu cen narkotyków uzależnieni nadal nabywają podobną ilość narkotyków, ale po wyższej cenie. To powoduje, że ilość środków potrzebnych na narkotyki wzrasta, co może przyczynić się do wzrostu przestępczości narkotykowej. Odmiennie strategia ta wpływa na osoby „nieuzależnione” (osoby, które okazjonalnie sięgają po narkotyki), które na skutek wzrostu cen narkotyków często rezygnują z ich nabycia. W tym przypadku cel zostanie osiągnięty, tj. zmniejszy się liczba przestępstw popełnianych przez te osoby.
Założenie to musi być realizowane dwutorowo, z rozróżnieniem na osoby przyjmujące narkotyki „uzależnione” i „nieuzależnione”, ponieważ badania pokazują, że w zależności od stopnia uzależnienia „popyt na narkotyki jest nieelastyczny”. Dla skutecznego ograniczenia popytu na narkotyki w obu grupach, zasadne byłoby zastosowanie „dyskryminacji cenowej”. Polega ona na „niepodnoszeniu cen narkotyków dla uzależnionych i jednoczesnym podwyższeniu cen dla nieuzależnionych”. Realizacją tego założenia jest system sprzedaży narkotyków na receptę dla uzależnionych. Polega on na tym, że osoby takie mogą zgłosić się na badania lekarskie, a następnie zarejestrować się jako uzależnieni. Daje im to prawo do zakupy narkotyków w aptece na receptę wystawioną przez lekarza. Ceny w aptekach są niższe niż na nielegalnym rynku. Pozostałe osoby muszą nabywać narkotyki drożej na nielegalnym rynku.

#### Legalizacja narkotyków
Legalizacja jest wyrazem podejścia liberalnego, które jest przeciwstawne do teorii penalizacji narkotyków. Koncepcja ta może być realizowana na różne sposoby od podejścia najbardziej liberalnego, opartego na zupełnym braku kontroli rynku narkotykowego, przez profilaktykę narkomanii, po zarządzanie przez państwo produkcją i handlem tymi substancjami.
Zwolennicy systemu wolnej podaży narkotyków wskazują, że narkotyki powinny być traktowane na rynku tak, jak wszystkie inne dobra. Problem narkomanii rozwiązałyby zasady konkurencji, które spowodowałyby obniżenie cen, a w konsekwencji spadek przestępczości na tle narkotykowym. Uderzyłoby to także w grupy handlarzy narkotykami, dla których działalność ta przestałaby być atrakcyjna finansowo. Ponadto wskazuje się, że legalizacja narkotyków umożliwiłaby nałożenie na nie podatków. To rozwiązanie skutecznej wpłynęłoby na organicznie podaży i wzrost cen, niż zaostrzenie kar za przestępstwa związane z narkotykami.
Przykładem państwa, które wdrożyło w życie koncepcję liberalną jest Szwajcaria. Polityka tego państwa opiera się na złagodzeniu systemu karania za przestępstwa związane z narkomanią i zastosowaniu w to miejsce „terapii zastępczej”. Obejmuje ona, w szczególności sprzedaż heroiny na receptę.